# Shogunato
El shogunato (castellanizado sogunato) o bakufu (幕府?   lit. "gobierno sobre la tienda") fue el gobierno militar establecido en Japón con breves interrupciones entre finales del siglo XII hasta la Restauración Meiji de 1868.
La cabeza del shogunato era el shōgun o sogún mientras que el aparato administrativo que le seguía varió durante los diferentes shogunatos. Existieron tres shogunatos durante la historia japonesa. 
| Nombre                         | Período                       | Capital         | Fundador             | Clan                      |
| ------------------------------ | ----------------------------- | --------------- | -------------------- | ------------------------- |
| Shogunato Kamakura (1192-1333) | Período Kamakura (1185–1392)  | Kamakura        | Minamoto no Yoritomo | Clan Minamoto y Clan Hōjō |
| Shogunato Ashikaga (1336-1573) | Período Muromachi (1336–1573) | Kioto           | Ashikaga Takauji     | Clan Ashikaga             |
| Shogunato Tokugawa (1603-1868) | Período Edo (1603-1868)       | Edo (hoy Tokio) | Tokugawa Ieyasu      | Clan Tokugawa             |

El shogunato Kamakura se componía de tres órganos:
1. El mandokoro, encargado de los asuntos administrativos, finanzas y política exterior.
2. El samurai dokoro, encargado de los asuntos militares y la policía.
3. El monchugo, encargado de los asuntos jurídicos y actuaba como especie de Corte de Justicia.

El shogunato Tokugawa se componía de cinco órganos:
1. El tairō o gran anciano.
2. El rōjū o el consejo de los ancianos.
3. El wakadoshiyori o consejo de los ancianos jóvenes.
4. El metsuke o censor.
5. El machi-bugyō o gobierno civil.